# Klokkeskilla
Klokkeskilla (Hyacinthoides) er en slægt med 3 arter, der er udbredt i Syd- og Sydvesteuropa. Det er flerårige, urteagtige planter, der danner løg som overvintringsorganer. I løget forberedes fire grundstillede, hele, linjeformede blade, der er ensartet mørkegrønne på begge sider. Fra midten af løget fremkommer desuden den blomsterbærende stængel, som bærer en endestillet klase af blomster. De er 3-tallige, regelmæssige og klokkeformede med blå, lyserøde eller hvide kronblade. Frugten er en trerummet kapsel med 3-30 sorte frø.
| Arter |

- Spansk klokkeskilla (Hyacinthoides hispanica)
- Italiensk klokkeskilla (Hyacinthoides italica)
- Almindelig klokkeskilla (Hyacinthoides non-scripta)